# نیوپور-دولاژ نید ۵۲
نیوپور-دولاژ نید ۵۲ (به فرانسوی: Nieuport-Delage NiD 52) یک هواگرد جنگنده یک‌ونیم‌بال تک‌موتوره ساخت شرکت نیوپور-دولاژ در فرانسه بود. تنها کاربر رزمی این هواگرد نیروی هوایی اسپانیا بود و از آن در هر دو طرف جنگ داخلی اسپانیا استفاده شد.

## ویژگی‌ها
نید ۵۲:
ویژگی‌های کلی
- خدمه: ۱ نفر
- طول: ۷٫۷ متر
- طول بال: ۱۲ متر
- نیروی رانشی: ۱ × موتور خطی ایسپانو-سوئیسا ۱۲آچ‌به: ۵۸۰ اسب بخار

کارایی
- حداکثر سرعت: ۲۴۹ کیلومتر بر ساعت

جنگ‌افزار
- ۲ × مسلسل